# Михаило С. Михаиловић
Михаило С. Михаиловић (Пожега, 13. јануар 1889 — Београд, 23. јануар 1970) био је српски и југословенски пешадијски официр, дивизијски генерал Југословенске војске, први и последњи командант Четничких јединица Југословенске војске, учесник Балканских ратова, Првог светског рата и Априлског рата, носилац Карађорђеве звезде, Ордена белог орла, Ордена југословенске круне, Ордена Светог Саве и Албанске споменице.

## Биографија
Рођен је 13. јануара 1889. године у Пожеги, као син пешадијског поручника Стевана Михаиловића. Између 1895. и 1905. године је завршио основну школу и Ваљевску гимназију, а онда је уписао Нижу школу Војне академије у Београду из које излази за чином пешадијског потпоручника.
Од 1911. године учествује у четничкој акцији у Македонији. До Првог светског рата 1914. године, налазио се на служби у Седмом и Петом пешадијском пуку, Добровољачком одреду и граничним трупама. Током рата је три пута рањаван.
Вишу школу Војне академије у Београду је похађао од 1922. до 1924. године. Оженио се 1924. године са Анђелијом Мартинац, кћерком београдског адвоката.
Био је велики жупан Брегалничке области од 1923. до 1927. године, а затим и окружни инспектор Вардарске бановине. Једно време је био на служби у Главном ђенералштабу и Министарству војске, морнарице и ваздухопловства, а као бригадни генерал је командовао пешадијским бригадама Дунавске и Босанске дивизијске области. Такође, био је и командант Школе за резервне пешадијске официре од 1938. до 1940. године.
У чин дивизијског генерала је унапређен 1940. године и нашао се на месту првог и последњег команданта Четничких јединица Југословенски војске.
Заробљен је током Априлског рата 1941. године у Сарајеву и одведен у заробљеништво, где је оболео. Након ослобођења из заробљеништва 1945. године, вратио се у земљу, где је пензионисан као ратни војни инвалид.
Умро је 23. јануара 1970. године у Београду.

## Одликовања
- Орден Карађорђеве звезде са мачевима IV реда
- Орден Белог орла са мачевима V реда
- Орден Белог орла са мачевима IV реда
- Орден Југословенске круне V реда
- Орден Југословенске круне VI реда
- Орден Југословенске круне III реда
- Орден Светог Саве
- Медаља за храброст
- Медаља за ревносну службу
- Споменица Освећено Косово
- Споменица на рат 1913. године
- Споменица за рат ослобођења и уједињења 1914—1918. године
- Албанска споменица